# Sinaodoryctes aurus
Sinaodoryctes aurus är en stekelart som beskrevs av Chen och Shi 2004. Sinaodoryctes aurus ingår i släktet Sinaodoryctes och familjen bracksteklar. Inga underarter finns listade i Catalogue of Life.